# Коктюль
Коктюль — река в Тюменской области России, протекает по Заводоуковскому гордоскому округу и Ялуторовскому району. Устье реки находится в 400 км от устья Тобола по правому берегу. Длина реки составляет 44 км.
В 8,6 км от устья впадает правый приток Уварыш.

## Данные водного реестра
По данным государственного водного реестра России относится к Иртышскому бассейновому округу, водохозяйственный участок реки — Тобол от впадения реки Исеть и до устья, без рек Тура, Тавда, речной подбассейн реки — Тобол. Речной бассейн реки — Иртыш.
Код объекта в государственном водном реестре — 14010502612111200004131.